# Ferdinando Maria Saluzzo
Ferdinando Maria kardinal Saluzzo, italijanski rimskokatoliški duhovnik, škof in kardinal, * 20. november 1744, Neapelj, † 3. november 1816.

## Življenjepis
26. maja 1784 je prejel duhovniško posvečenje, 25. junija je bil imenovan za naslovnega nadškofa, 4. julija je prejel škofovsko posvečenje, 13. julija je bil imenovan za naslovnega nadškofa Kartagine in 30. julija je bil imenovan za apostolskega nuncija na Poljskem.
14. marca 1794 je postal uradnik Rimske kurije.
23. februarja 1801 je bil povzdignjen v kardinala in imenovan za kardinal-duhovnika S. Maria del Popolo; 28. maja 1804 je bil imenovan še za S. Anastasia.